# Solberga (Kungälv)
Solberga is een plaats in de gemeente Kungälv in het landschap Bohuslän en de provincie Västra Götalands län in Zweden. De plaats heeft 103 inwoners (2005) en een oppervlakte van 17 hectare.